# Відділ розслідування авіаційних подій Великої Британії
Відділ з розслідування авіаційних подій (англ. Air Accidents Investigation Branch, AAIB) — філія Міністерства транспорту Великої Британії, призначена для розслідувань аварій та серйозних інцидентів цивільної авіації у Сполученому Королівстві, на його заморських територіях і коронних землях. Крім того, цей же відділ є Управлінням з розслідування космічних аварій (Space Accident Investigation Authority, SAIA). AAIB базується на території аеропорту Фарнборо, Гемпшир.

## Історія
Практика розслідування авіаційних подій у Сполученому Королівстві почалася в 1912 році, коли Королівський аероклуб опублікував звіт про катастрофу літака на аеродромі Бруклендс, Суррей.
AAIB засновано в 1915 році під назвою «Відділ розслідування інцидентів» (Accidents Investigation Branch, AIB) Королівського льотного корпусу (Royal Flying Corps, RFC). Інспектором з розслідування аварій був призначений капітан RFC Дж. Б. Кокберн, підпорядкований безпосередньо генеральному директору військової аеронавтики Воєнного офісу.
Після Першої світової війни в Міністерстві авіації створили Управління цивільної авіації (Department of Civil Aviation), до якого увійшов AIB як відділ розслідування аварій цивільної та військової авіації.
Після Другої світової війни створено Міністерство цивільної авіації, і в 1946 році AIB перейшов до нього, але й далі допомагав Королівським повітряним силам у розслідуванні аварій, що робить і по сьогодні.
У 1983 році AIB перейшов до тодішнього Міністерства транспорту, а в листопаді 1987 року його назву змінили на Відділ з розслідування авіаційних інцидентів (Air Accidents Investigation Branch, AAIB). З 2002 року AAIB стала частиною реорганізованого Міністерства транспорту (Department for Transport, DfT).
У 2024 році AAIB отримав нагороду Леннокса-Бойда від Aircraft Owners and Pilots Association.

## Організація
Станом на 2021 рік штат AAIB складався з 64 службовців.
- Головний інспектор з авіаційних пригод (chief inspector of air accidents)
- Заступник головного інспектора з авіаційних пригод (deputy chief inspector of air accidents)
- Шість груп інспекторів з усіх дисциплін, кожну з яких очолює старший інспектор (principal inspector)

Інспектори AAIB діляться на три категорії:
- Інспектор з експлуатації (operations inspector) — повинен мати діючу ліцензію пілота транспортної авіації[en] з дійсним медичним сертифікатом I класу, відповідний досвід керування літаками і/або гелікоптерами та широкі знання у сфері авіації.
- Інженерний інспектор (engineering inspector) — повинен мати вищу інженерну освіту і/або бути дипломованим інженером із мінімум п'ятирічним досвідом роботи на посаді. Також необхідні знання сучасних систем управління літаками й досвід роботи з ними.
- Інспектор з бортових реєстраторів (flight recorder inspector) — повинен мати вищу освіту у сфері електроніки/електротехніки чи предмета, пов'язаного з авіаційною інженерією, та/або диплом відповідного інженерного інституту з восьмирічним досвідом роботи з моменту отримання кваліфікації. Також необхідні знання сучасної авіоніки та досвід роботи з нею.

Також до Відділу входить дві команди під керівництвом голови адміністрації (head of administration), група підтримки інспекторів (Inspector Support Unit, ISU), яка надає адміністративну підтримку старшим інспекторам та їхнім групам, та інформаційна група (Information Unit, IU), яка першою отримує повідомлення про авіаційні пригоди.
Адміністративний персонал AAIB є частиною Департаменту транспорту і набирається відповідно до вимог для державної служби.

## Управління з розслідування космічних інцидентів
У 2021 році оголошено, що AAIB призначено Управлінням з розслідування космічних інцидентів (Space Accident Investigation Authority) у Сполученому Королівстві. Ця установа має розслідувати аварії космічних апаратів, що сталися у Сполученому Королівстві або над ним, незалежно від Космічного агентства Великої Британії.

## Розслідування
AAIB проводить розслідування авіаційних пригод двох категорій: «аварія» (accident) або «серйозний інцидент» (serious incident). «Accident» означає, що внаслідок авіаційної пригоди загинула або серйозно поранена щонайменше одна людина, повітряне судно зазнало значних пошкоджень чи структурної несправності, що негативно впливає на його характеристики, або ж коли повітряне судно зникло або є недоступним. «Serious incident» же означає авіаційну пригоду, яка потенційно могла призвести до таких наслідків.
AAIB відповідає за розслідування аварій і серйозних інцидентів літальних апаратів у Великій Британії та на її заморських територіях. Це Ангілья, Бермудські Острови, Британські Віргінські Острови, Кайманові Острови, Гібралтар, Фолклендські Острови, Монтсеррат і Острови Теркс і Кайкос.
Також Відділ бере участь у закордонних розслідуваннях в інших країнах, якщо в аварію чи інцидент втягнуто зареєстрований, чи виготовлений у Британії літальний апарат або британська авіакомпанія, або ж якщо його участі спеціально вимагає країна, яка проводить розслідування. Зауважте, згідно з правилами ICAO, подальше розслідування зазвичай виконує відповідний слідчий орган країни або території, на якій сталася аварія.